# Odontophorus erythrops
Az Odontophorus erythrops a madarak osztályának tyúkalakúak (Galliformes) rendjébe és a fogasfürjfélék (Odontophoridae) családjába tartozó faj.

## Rendszerezése
A fajt Osbert Salvin angol ornitológus  írta le 1859-ben.

## Alfajai
- Odontophorus erythrops erythrops Gould, 1859
- Odontophorus erythrops parambae Rothschild, 1897  J. L. Peters, 1929[2]

## Előfordulása
Ecuador és Kolumbia területén honos. A természetes élőhelye szubtrópusi és trópusi síkvidéki és hegyi esőerdők.

## Megjelenése
Átlagos testhossza 23–28 centiméter.

## Külső hivatkozások
- Képek az interneten a fajról
- Internet Bird Collection - videók a fajról
- Xeno-canto.org - a faj hangja